# Kongocistikola
Kongocistikola (Cisticola anonymus) är en fågel i familjen cistikolor inom ordningen tättingar.

## Utseende och läte
Kongocistikolan är en liten tätting ned vit strupe, smutsvit undersida, brunaktigt röd hjässa och brunaktig ovansida. Sången består av ett torrt spinnande "kur-kur-kur-kur-kur!", ibland med inledningstoner. Den liknar andra cistikolor, men skiljer i sång och generellt enfärgat utseende. 

## Utbredning och systematik
Fågeln förekommer från Nigeria till Kamerun, Gabon, Kongo, Demokratiska republiken Kongo och nordvästra Angola. Den behandlas som monotypisk, det vill säga att den inte delas in i några underarter.

### Familjetillhörighet
Cistikolorna behandlades tidigare som en del av den stora familjen sångare (Sylviidae). Genetiska studier har dock visat att sångarna inte är varandras närmaste släktingar. Istället är de en del av en klad som även omfattar timalior, lärkor, bulbyler, stjärtmesar och svalor. Idag delas därför Sylviidae upp i ett antal familjer, däribland Cisticolidae.

## Levnadssätt
Kongocistikolan hittas i gräsrika områden i fält, byar, vägkanter och till och med öppnare områden inom låglänt regnskog. Den håller sig nära marken.

## Status
Arten har ett stort utbredningsområde och beståndet anses vara stabilt. Internationella naturvårdsunionen IUCN listar den därför som livskraftig (LC).

## Namn
Cistikola är en försvenskning av det vetenskapliga släktesnamnet Cisticola som betyder "cistroslevande".